# Kościół Zmartwychwstania Pańskiego w Drawsku Pomorskim
Kościół Zmartwychwstania Pańskiego w Drawsku Pomorskim – jeden z dwóch rzymskokatolickich kościołów parafialnych należący do dekanatu Drawsko Pomorskie, diecezji koszalińsko-kołobrzeskiej, metropolii szczecińsko-kamieńskiej, zlokalizowany w Drawsku Pomorskim, w województwie zachodniopomorskim.

## Historia
Świątynia została zbudowana w stylu późnogotyckim Proces budowy trwał od połowy XIV w. (położenie kamienia węgielnego) do połowy XV w. (wybudowanie wieży). W 1664 świątynię nawiedził pożar powodując m.in. zawalenie się gotyckich sklepień – odbudowano je w 1913 r.

## Architektura
Jest to kościół halowy o trzech nawach, posiadający ośmioboczną absydę i wysoką na 75 m wieżę. Pomimo wielokrotnych pożarów w mieście, które także niszczyły kościół, oraz zmian i przebudów, budowla zachowała do dziś architekturę późnogotycką. Najcenniejszymi jej elementami są portale boczne: północny i południowy, które są ozdobione przez tzw. bestiariusze, czyli płaskorzeźby wypalone w cegle, na których są przedstawione postacie na pół ludzkie i mityczne (smoki, syreny, centaury, rycerze, jednorożce) oraz motywy roślinne. Portal główny poddano przebudowie w połowie XIX stulecia na sześciouskokowy. Został on zbudowany z cegły czerwonej i czarnej, która jest ułożona w malownicze pasy.

## Wyposażenie
Zabytkowy wystrój wnętrza tworzą: barokowy, drewniany ołtarz główny z 1705-1706, drewniana balustrada ołtarzowa, barokowa chrzcielnica, drewniana ambona, dwie drewniane empory organowe, drewniany prospekt organowy, neobarokowe stalle oraz komplet witraży z początku XX w..

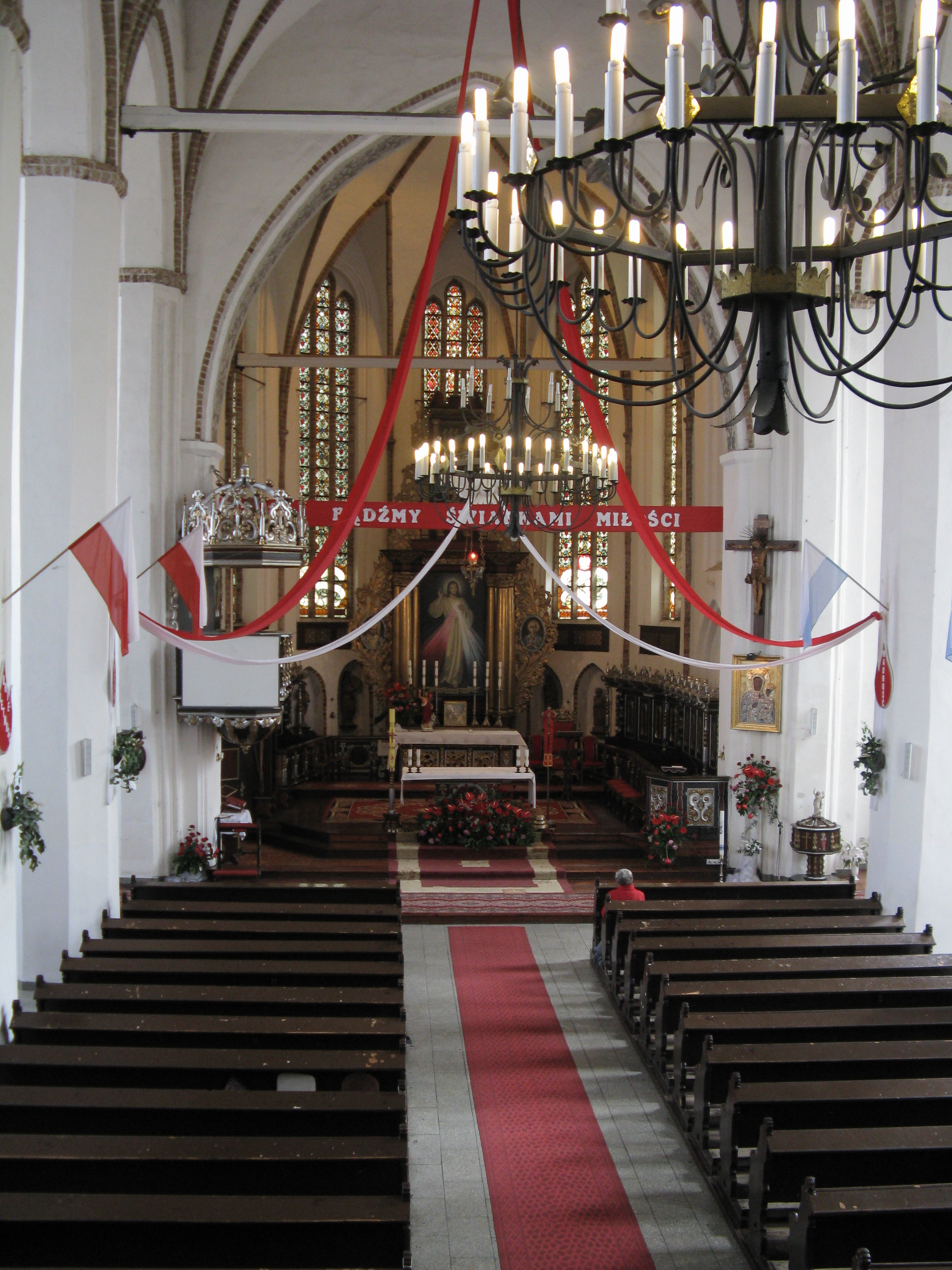
Wnętrze kościoła
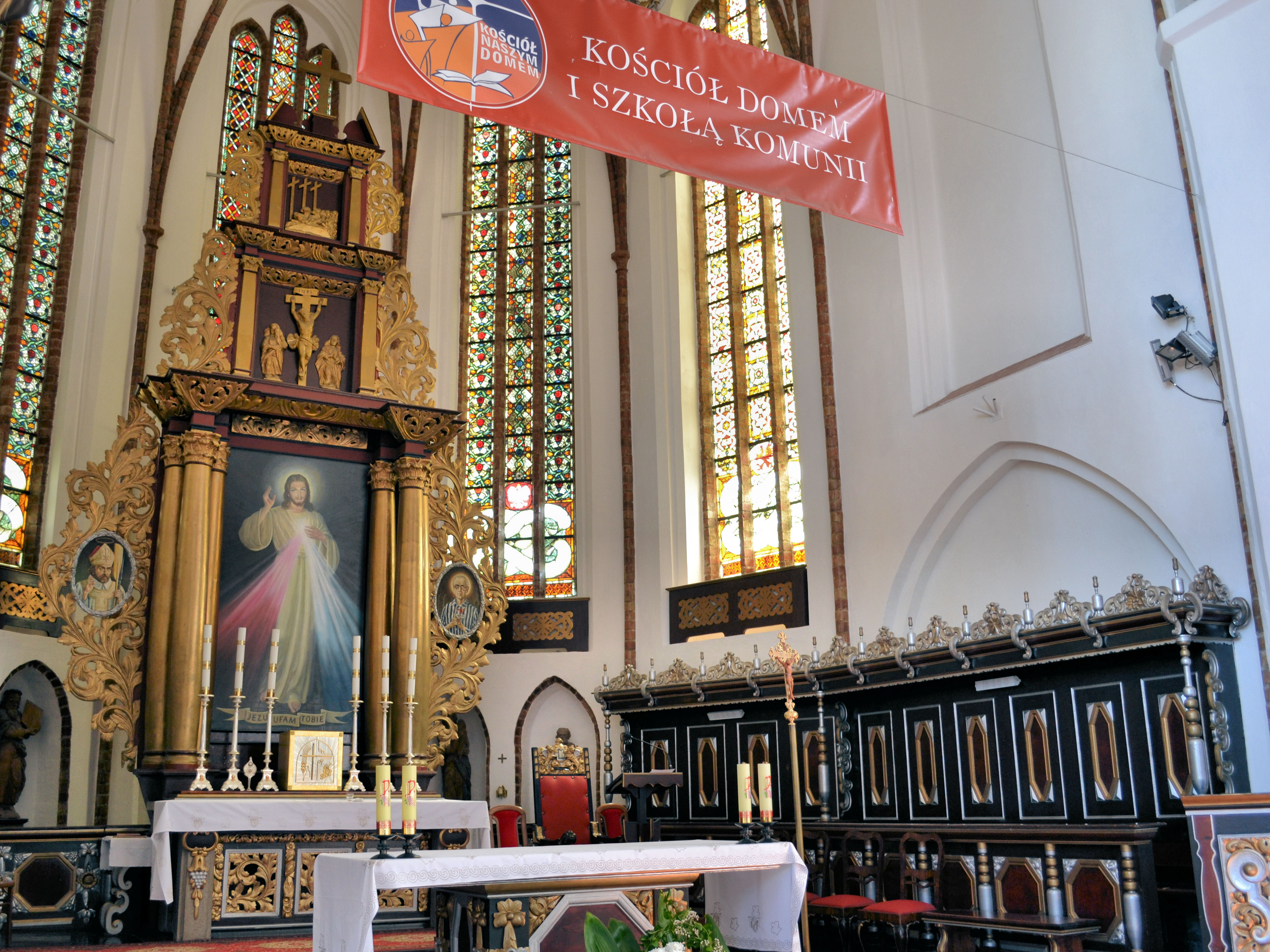
Ołtarz
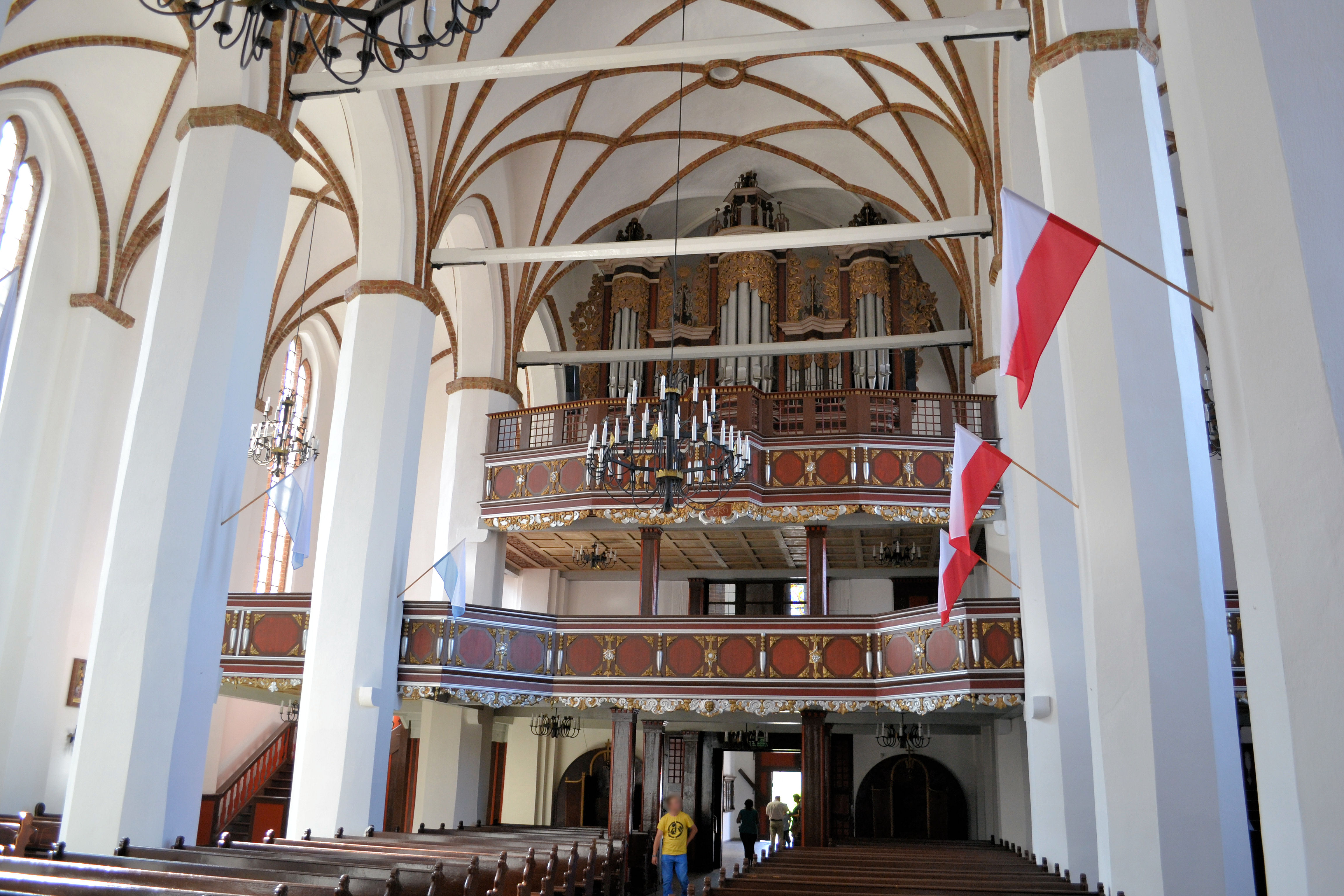
Empora organowa

## Elementy dekoracyjno-symboliczne portalu południowego i północnego
Portal południowy został ozdobiony 12 ceramicznymi reliefami umieszczonymi w strefie kapitelowej. 
|  | Głowa (najprawdopodobniej) kobiety z przykrytymi włosami - symbol skromności i pobożności. |
|  | Postać o niecodziennym wyglądzie: z sześcioma wydłużonymi elementami na głowie i dwoma "gałęziami" wyrastającymi z łokci. Jest to najprawdopodobniej przedstawienie gorgony - mitologicznego stworzenia mającego węże zamiast włosów oraz skrzydła u ramion.                                |
|  | Postać w tunice z uniesionymi w górę rękami, w lewej dłoni trzymająca niemożliwy do rozpoznania przedmiot. Najprawdopodobniej postać ta jest personifikacją jakiejś wady lub grzesznego zachowania.                                                                                         |
|  | Mężczyzna w nakryciu głowy z krzyżem, podparty pod boki. Być może jest to satyra na lenistwo nieobce także stanowi duchownemu. |
|  | Naga, łysa postać, płci żeńskiej z długim ogonem. Jest to najprawdopodobniej małpa - uznawana w średniowieczu za symbol głupoty. |
|  | Półleżący człowiek, który jedną ręka podtyka coś psu, a twarzą dotyka jego zadu. Scena ma charakter obsceniczny i ostrzega przed składaniem hołdu złym mocom i uleganiu grzesznym namiętnościom.                                                                                            |
|  | Na dwóch sąsiadujących płytach przedstawiona jest scena walki dwóch centaurów. Mają one nakrycia głowy (kaptur lub spiczastą czapkę) oraz okrągłe tarcze, a jeden z nich ma dodatkowo miecz. Centaury były symbolem fałszywości dzikości i pijaństwa - a sama walka jest rezultatem gniewu. |
|  | Postać (najprawdopodobniej kobieta) z szeroko rozstawionymi nogami co może sugerować, iż jest to personifikacja rozpusty. |
|  | Relief przedstawia człowieka siedzącego na świni i trzymającego w jednym ręku lilię, a w drugim - kwiat (najprawdopodobniej różę). Świnia to symbol nieczystości lub diabła, lilia i róża to symbole, czystości i doskonałości.                                                             |
|  | Małpa trzymająca lustro to symbol głupoty i pychy. |
|  | Syrena z podwojonym ogonem - tak bywała często przedstawiana w sztuce romańskiej. Syrena to symbol zwodniczych pokus czyhających na grzeszników. |
|  | Kobieta o bujnych lokach – symbol osoby próżnej i nieskromnej. |

Portal północny jest zdecydowanie mniej rozbudowany symbolicznie. Przeważają na nim wizerunki smoków i mantykor.
|  | Ustawiony pionowo wizerunek smoka z głową diabła (widoczne rogi) |
|  | Składająca się z pięciu płytek kompozycja przedstawiająca dwa splątane ze sobą szyjami dwunożne, skrzydlate smoki. Być może jest to ilustracja dwoistej (zawierającej pierwiastki dobra i zła), skomplikowanej natury człowieka. Według J. Kochanowskiej płytki pochodzą z początku XX w. i są kopią średniowiecznych oryginałów. |
|  | Na sześciu płytkach przedstawione są dwie mantykory (samiec i samica) |
|  | Mantykora |
|  | Mantykora |
|  | Naga kobieta wyobrażająca biblijną Ewę |
|  | Kobieta w sukni stojąca na rogatym smoku z długim ogonem i brodą. Scena symbolizuje zwycięstwo Maryi nad szatanem przedstawionym tu w formie smoka. |